# たなかつよし
たなか つよし（1972年6月27日 - ）は、日本のお笑い芸人。本名、田中 毅（読み同じ）。旧芸名はスクラッチ田中および田中つよし。
大阪府出身。松竹芸能所属。

## プロフィール
- 1992年：小柳光正とお笑いコンビ「アップスタート」を結成。
- 1994年1月：アップスタートで第15回ABCお笑い新人グランプリ本戦出場。
  - 当時の出場コンビはのイズ、TKO、水玉れっぷう隊、千原兄弟、誉、ジャリズム、ますだおかだ、ダックスープ、アップスタートの9組。
- 1995年1月：アップスタートで第16回ABCお笑い新人グランプリ本戦出場。
  - 当時の出場コンビはスミス夫人、中川家、海原やすよ・ともこ、のイズ、LaLaLa、メッセンジャー、ゆんぼー、誉、杉岡みどり、アップスタートの9組。
- 1996年8月：松岡達とお笑いコンビ「スクラッチ」を結成。
- 1997年1月：スクラッチで第18回ABCお笑い新人グランプリ本戦出場。
  - 当時の出場コンビはおはよう。、シンドバット、COWCOW、サバンナ、高僧・野々村、ハリガネロック、2丁拳銃、シェイクダウン、桂吉弥、ビリジアン、スクラッチの11組。
- 1998年1月：第19回ABCお笑い新人グランプリ審査員特別賞受賞。
  - 当時の出場コンビはCOWCOW、シャンプーハット、陣内智則、アメリカザリガニ、次長課長、ルート33、テンダラー、シンクタンク、ビリジアン、スクラッチの10組。
  - 田中はABCお笑い新人グランプリの本戦に合計4回出場している。
- 1999年3月：第29回NHK上方漫才コンテスト最優秀賞受賞。
  - 当時の出場コンビはオーケイ、ライセンス、市川塾、カチコチキューピー 、やおじゃが、りあるキッズ、ルート33、スクラッチの8組。
- 2000年4月：第35回上方漫才大賞新人奨励賞受賞。
  - 当時の新人賞ノミネートコンビは、シンクタンク、Over Drive、COWCOW、りあるキッズ、スクラッチの5組。
- 2000年7月15日：スクラッチ解散。それぞれピン芸人としての活動を始め、芸名を「スクラッチ田中」に改名。
- 2000年10月：福井テレビ『おかえりなさ〜い』レギュラー出演開始。活動拠点を福井県に移す。
- 2001年4月：福井テレビ『おかえりサタデー』放送開始。司会進行担当。
- 2005年2月：活動拠点を再び大阪へ戻すため、福井におけるレギュラー番組をすべて降板。
- 2005年9月：元「ラブミーテンダー」「ラインバック」の西井隆詞と漫才コンビ「ダブルダッチ」を結成、芸名を「田中つよし」に改名。
- 2006年10月：第21回NHK新人演芸大賞本戦出場。
  - 当時の出場コンビは（大阪代表）NON STYLE、アジアン、天津、ダブルダッチの4組、（東京代表）ハイキングウォーキング、ザブングル、ビーム、平成ノブシコブシの4組。
- 2010年5月：ダブルダッチ解散を発表、ピン芸人として、大阪を拠点にして活動する。同時に芸名を「たなかつよし」に改名。

## 出演番組

### テレビ番組
ダブルダッチ時代の出演番組はダブルダッチを参照。
- おかえりなさ〜い（福井テレビ）
- おかえりサタデー（福井テレビ）
- 土曜はドキドキ（北陸朝日放送） - 同じ松竹芸能所属の長江もみと共演している。
- 2時はどきどき5ch（北陸朝日放送） - 2016年7月まで
- 連続テレビ小説 おちょやん（NHK）

## その他
- 一時は福井放送のエコーメイトで活動している田中みゆきと共演したこともある。